# NGC 7692
NGC 7692 este o emission-line galaxy⁠(d) situată în constelația Vărsătorul. A fost descoperită în 23 octombrie 1848 de către George Phillips Bond. Se află la o distanță de 74,47 de megaparseci de Pământ.